# Harzungen
Harzungen là một đô thị ở huyện Nordhausen, trong bang Thüringen, Đức. Đô thị Harzungen có diện tích 3,86 km².